# Wolferstadt
Wolferstadt là một đô thị ở huyện Donau-Ries trong bang Bayern nước Đức. Đô thị Wolferstadt có diện tích 30,7 km².